# TGR
Pour les articles homonymes, voir TGR (homonymie).
TGR (abréviation de TG Regione, en français Journal télévisé régional) est le nom des journaux télévisés de la troisième chaîne de télévision publique italienne Rai 3.

## Dénomination dans les langues minoritaires d'Italie
La dénomination en français, Journal télévisé régional, s'applique à côté de celle en italien dans la région autonome Vallée d'Aoste, où les deux langues sont sur un pied d'égalité (régime de bilinguisme).
Dans la province autonome de Bolzano, bilingue italien-allemand, la dénomination utilisée est Tagesschau.
Dans la région Frioul-Vénétie Julienne, dans les communes bénéficiant d'un régime de bilinguisme italien-slovène, la variante officielle est Televizijski Deželni Dnevnik (TDD).